# كارولين شنايدر
كارولين شنايدر (بالألمانية: Caroline Schneider)‏ هي لاعب كرة مضرب ألمانية، ولدت في 1 يونيو 1973 في ميونخ في ألمانيا.

## وصلات خارجية
- كارولين شنايدر على موقع رابطة محترفات التنس (الإنجليزية)
- كارولين شنايدر على موقع الاتحاد الدولي لكرة المضرب (الإنجليزية)
- كارولين شنايدر على موقع خلاصة التنس.كوم (الإنجليزية)